# Факторизация
В математиката факторизация (или понякога факторизиране) е декомпозицията (разлагането) на един обект (например число, полином, матрица) на произведение от други обекти или множители, които след това умножение дават оригинала.
Целта на факторизацията обикновено е да се намали нещо до основни градивни елементи и да не може да бъде факторизирано допълнително – например числа до прости числа или полиноми до неразложими полиноми.

## Квадратни полиноми
Всяка едномерна квадратна функция (полиноми от вида {\displaystyle ax^{2}+bx+c}) може да бъде факторизирана така:
{\displaystyle {ax^{2}+bx+c=a(x-\alpha )(x-\beta )=a\left(x-{\frac {-b+{\sqrt {b^{2}-4ac}}}{2a}}\right)\left(x-{\frac {-b-{\sqrt {b^{2}-4ac}}}{2a}}\right)}}
където {\displaystyle \alpha } и {\displaystyle \beta } са двата корена на полинома, като и двата са или реални, или комплексни, в случай че a, b, c са реални.
|  | Тази страница частично или изцяло представлява превод на страницата Factorization в Уикипедия на английски. Оригиналният текст, както и този превод, са защитени от Лиценза „Криейтив Комънс – Признание – Споделяне на споделеното“, а за съдържание, създадено преди юни 2009 година – от Лиценза за свободна документация на ГНУ. Прегледайте историята на редакциите на оригиналната страница, както и на преводната страница, за да видите списъка на съавторите. ВАЖНО: Този шаблон се отнася единствено до авторските права върху съдържанието на статията. Добавянето му не отменя изискването да се посочват конкретни източници на твърденията, които да бъдат благонадеждни. |